# Laurens Tromer
Laurens Tromer (Schiedam, 3 april 1995) is een Nederlandse tafeltennisspeler en voormalig international in het Nederlandse mannenteam. Tromer speelde 52 interlands voor Nederland.

## Sportloopbaan
Laurens Tromer startte met tafeltennis bij NOAD, dat later fuseerde met Korenbeurs tot Scyedam. Bij de jeugd speelde hij daarna bij TOGB (Berkel en Rodenrijs) en vanaf 2007 kwam hij uit voor het Rotterdamse FVT. Met FVT en zijn teamgenoten Rajko Gommers, Martin Khatchanov en Cosmin Stan werd hij in het seizoen 2007/2008 kampioen van Nederland bij de jongens. In de najaarscompetitie 2010 debuteerde hij, ook bij FVT, in de eredivisie heren. Op zoek naar sterkere tegenspelers ging hij in het seizoen 2014/2015 spelen voor de Duitse vereniging TuS Xanten in de derde Bundesliga. Met het Deense Roskilde, waar hij in 2017 voor ging spelen werd hij Deens kampioen en haalde hij de kwartfinale van de Europese Champions League. In die kwartfinale waarin Roskilde het moest opnemen tegen Fakel Gazprom Orenburg met wereldtoppers Jun Mizutani, Dimitrij Ovtcharov en Vladimir Samsonov in de gelederen, kwam Tromer heel dicht bij een stunt door met 11-9 in de beslissende vijfde game nipt te verliezen van Samsonov.

## Erelijst
| Prestatie                                  | Categorie              | Jaar                                     |
| ------------------------------------------ | ---------------------- | ---------------------------------------- |
| Nederlands Kampioen                        | Heren enkelspel        | 2016, 2020                               |
| Verliezend finalist NK                     | Heren enkelspel        | 2015, 2017, 2024                         |
| Nederlands Kampioen (met Ewout Oostwouder) | Herendubbel            | 2017                                     |
| Verliezend finalist NK (met Patrick Oeij)  | Herendubbel            | 2015                                     |
| Verliezend finalist NK (met Barry Wijers)  | Herendubbel            | 2020                                     |
| 3e plaats NK                               | Heren enkel            | 2014                                     |
| 3e plaats NK (met Rianne van Duin)         | Gemengddubbel senioren | 2012                                     |
| 3e plaats NK (met Linda Creemers)          | Gemengddubbel senioren | 2014                                     |
| Winnaar Nederlandse Masters                | Heren enkelspel        | 2015/16, 2017/18, 2018/19, 2019/20, 2022 |
| Nederlands kampioen                        | Jongens enkelspel      | 2012, 2013                               |

## Internationale resultaten
| Toernooi                                 | Categorie                         | Jaar | Resultaat                |
| ---------------------------------------- | --------------------------------- | ---- | ------------------------ |
| Wereldkampioenschappen Suzhou            | Heren enkelspel                   | 2015 | tussenronde              |
| Wereldkampioenschappen Düsseldorf        | Heren enkelspel                   | 2017 | eerste ronde/laatste 128 |
| Wereldkampioenschappen Suzhou            | Herendubbel (met Rajko Gommers)   | 2015 | eerste ronde/laatste 64  |
| Wereldkampioenschappen Halmstad          | Landenteam                        | 2018 | 2e divisie plaats 29-32  |
| Europese kampioenschappen Jekaterineburg | Heren enkelspel                   | 2015 | laatste 64               |
| Europese kampioenschappen Boedapest      | Heren enkelspel                   | 2016 | tussenronde              |
| Europese kampioenschappen Jekaterineburg | Herendubbel                       | 2015 | kwalificaties            |
| Europese kampioenschappen Boedapest      | Gemengddubbel (met Britt Eerland) | 2016 | laatste 16               |
| Europese kampioenschappen Lissabon       | Landenteam                        | 2014 | 36                       |
| Europese kampioenschappen Jekaterineburg | Landenteam                        | 2015 | 33                       |
| Europese kampioenschappen Luxemburg      | Landenteam                        | 2017 | 23                       |
| Europese kampioenschappen Nantes         | Landenteam                        | 2019 | poulefase                |
| Belgium Open                             | Heren enkelspel                   | 2016 | laatste 16               |
| European Games Minsk                     | Heren enkelspel                   | 2019 | verlies in de 2e ronde   |

## Verenigingen
Seniorencompetities
- t/m seizoen 2013/2014:  FVT
- 2014/2015:  TuS Xanten[21] (3e Bundesliga)
- 2015/2016:  SV Siek 1948[22]
- 2016/2017:  Bad Homburg (2e Bundesliga)
- 2017/2018:  Roskilde Bordtennis BTK61[3]
- 2018/2019:  Istres (Pro A)
- 2019/2020:  BeneluxGroup Taverzo[23]
- 2020/2021:  TTC indeland Jülich[23][24]